# Gran Premio de Francia de Motociclismo de 2015
El Gran Premio de Francia de Motociclismo de 2015 (oficialmente Monster Energy Grand Prix de France) fue la quinta prueba del Campeonato del Mundo de Motociclismo de 2015. Tuvo lugar en el fin de semana del 15 al 17 de mayo en el Circuito Bugatti, situado a 5 km de la localidad de Le Mans (Sarthe), en los Países del Loira, Francia.
La carrera de MotoGP la ganó Jorge Lorenzo, seguido de Valentino Rossi y Andrea Dovizioso. Thomas Lüthi fue el ganador de la prueba de Moto2, por delante de Esteve Rabat y Johann Zarco. La carrera de Moto3 la ganó Romano Fenati, Enea Bastianini fue segundo y Francesco Bagnaia tercero.

## Resultados

### Resultados MotoGP
| Pos.    | N.º | Piloto           | Constructor    | Vueltas | Tiempo    | Parrilla | Puntos |
| ------- | --- | ---------------- | -------------- | ------- | --------- | -------- | ------ |
| 1       | 99  | Jorge Lorenzo    | Yamaha         | 28      | 43:44.143 | 3        | 25     |
| 2       | 46  | Valentino Rossi  | Yamaha         | 28      | +3.820    | 7        | 20     |
| 3       | 4   | Andrea Dovizioso | Ducati         | 28      | +12.380   | 2        | 16     |
| 4       | 93  | Marc Márquez     | Honda          | 28      | +19.890   | 1        | 13     |
| 5       | 29  | Andrea Iannone   | Ducati         | 28      | +20.237   | 5        | 11     |
| 6       | 38  | Bradley Smith    | Yamaha         | 28      | +21.145   | 6        | 10     |
| 7       | 44  | Pol Espargaró    | Yamaha         | 28      | +35.493   | 12       | 9      |
| 8       | 68  | Yonny Hernández  | Ducati         | 28      | +39.601   | 11       | 8      |
| 9       | 25  | Maverick Viñales | Suzuki         | 28      | +41.571   | 13       | 7      |
| 10      | 9   | Danilo Petrucci  | Ducati         | 28      | +42.789   | 9        | 6      |
| 11      | 69  | Nicky Hayden     | Honda          | 28      | +53.636   | 14       | 5      |
| 12      | 76  | Loris Baz        | Yamaha Forward | 28      | +1:00.617 | 22       | 4      |
| 13      | 8   | Héctor Barberá   | Ducati         | 28      | +1:04.272 | 19       | 3      |
| 14      | 50  | Eugene Laverty   | Honda          | 28      | +1:05.259 | 21       | 2      |
| 15      | 19  | Álvaro Bautista  | Aprilia        | 28      | +1:05.515 | 23       | 1      |
| 16      | 26  | Dani Pedrosa     | Honda          | 28      | +1:20.907 | 8        |        |
| 17      | 15  | Alex de Angelis  | ART            | 28      | +1:21.663 | 24       |        |
| 18      | 33  | Marco Melandri   | Aprilia        | 27      | +1 vuelta | 25       |        |
| Ret     | 43  | Jack Miller      | Honda          | 14      | Caída     | 18       |        |
| Ret     | 17  | Karel Abraham    | Honda          | 14      | Retirado  | 20       |        |
| Ret     | 35  | Cal Crutchlow    | Honda          | 7       | Caída     | 4        |        |
| Ret     | 45  | Scott Redding    | Honda          | 3       | Caída     | 15       |        |
| Ret     | 63  | Mike Di Meglio   | Ducati         | 3       | Retirado  | 17       |        |
| Ret     | 41  | Aleix Espargaró  | Suzuki         | 2       | Retirado  | 10       |        |
| Ret     | 6   | Stefan Bradl     | Yamaha Forward | 1       | Caída     | 16       |        |
| Fuente: |     |                  |                |         |           |          |        |

### Resultados Moto2
| Pos.    | N.º | Piloto              | Constructor   | Vueltas | Tiempo    | Parrilla | Puntos |
| ------- | --- | ------------------- | ------------- | ------- | --------- | -------- | ------ |
| 1       | 12  | Thomas Lüthi        | Kalex         | 26      | 42:27.011 | 6        | 25     |
| 2       | 1   | Esteve Rabat        | Kalex         | 26      | +1.767    | 4        | 20     |
| 3       | 5   | Johann Zarco        | Kalex         | 26      | +3.760    | 3        | 16     |
| 4       | 22  | Sam Lowes           | Speed Up      | 26      | +4.076    | 2        | 13     |
| 5       | 21  | Franco Morbidelli   | Kalex         | 26      | +14.492   | 12       | 11     |
| 6       | 60  | Julián Simón        | Speed Up      | 26      | +14.681   | 9        | 10     |
| 7       | 30  | Takaaki Nakagami    | Kalex         | 26      | +14.845   | 5        | 9      |
| 8       | 19  | Xavier Siméon       | Kalex         | 26      | +15.135   | 8        | 8      |
| 9       | 55  | Hafizh Syahrin      | Kalex         | 26      | +19.243   | 13       | 7      |
| 10      | 77  | Dominique Aegerter  | Kalex         | 26      | +19.531   | 19       | 6      |
| 11      | 95  | Anthony West        | Speed Up      | 26      | +29.478   | 17       | 5      |
| 12      | 4   | Randy Krummenacher  | Kalex         | 26      | +29.646   | 10       | 4      |
| 13      | 23  | Marcel Schrötter    | Tech 3        | 26      | +30.220   | 14       | 3      |
| 14      | 11  | Sandro Cortese      | Kalex         | 26      | +30.691   | 18       | 2      |
| 15      | 49  | Axel Pons           | Kalex         | 26      | +33.097   | 16       | 1      |
| 16      | 88  | Ricard Cardús       | Tech 3        | 26      | +33.604   | 25       |        |
| 17      | 40  | Álex Rins           | Kalex         | 26      | +38.293   | 1        |        |
| 18      | 3   | Simone Corsi        | Kalex         | 26      | +39.001   | 20       |        |
| 19      | 25  | Azlan Shah          | Kalex         | 26      | +43.459   | 24       |        |
| 20      | 70  | Robin Mulhauser     | Kalex         | 26      | +57.742   | 26       |        |
| 21      | 7   | Lorenzo Baldassarri | Kalex         | 26      | +1:09.399 | 22       |        |
| 22      | 10  | Thitipong Warokorn  | Kalex         | 26      | +1:17.247 | 25       |        |
| 23      | 66  | Florian Alt         | Suter         | 26      | +1:17.646 | 28       |        |
| 24      | 2   | Jesko Raffin        | Kalex         | 26      | +1:17.837 | 29       |        |
| 25      | 51  | Zaqhwan Zaidi       | Suter         | 26      | +1:33.192 | 30       |        |
| 26      | 20  | Louis Bulle         | Transfiormers | 25      | +1 vuelta | 31       |        |
| Ret     | 39  | Luis Salom          | Kalex         | 24      | Caída     | 7        |        |
| Ret     | 36  | Mika Kallio         | Kalex         | 12      | Caída     | 11       |        |
| Ret     | 94  | Jonas Folger        | Kalex         | 9       | Caída     | 15       |        |
| Ret     | 96  | Louis Rossi         | Tech 3        | 4       | Caída     | 23       |        |
| Ret     | 73  | Álex Márquez        | Kalex         | 4       | Caída     | 21       |        |
| Fuente: |     |                     |               |         |           |          |        |

### Resultados Moto3
| Pos.    | N.º | Piloto                 | Constructor | Vueltas | Tiempo    | Parrilla | Puntos |
| ------- | --- | ---------------------- | ----------- | ------- | --------- | -------- | ------ |
| 1       | 5   | Romano Fenati          | KTM         | 24      | 41:22.829 | 5        | 25     |
| 2       | 33  | Enea Bastianini        | Honda       | 24      | +0.122    | 18       | 20     |
| 3       | 21  | Francesco Bagnaia      | Mahindra    | 24      | +0.457    | 3        | 16     |
| 4       | 52  | Danny Kent             | Honda       | 24      | +0.693    | 31       | 13     |
| 5       | 23  | Niccolò Antonelli      | Honda       | 24      | +2.244    | 7        | 11     |
| 6       | 84  | Jakub Kornfeil         | KTM         | 24      | +2.421    | 4        | 10     |
| 7       | 32  | Isaac Viñales          | Husqvarna   | 24      | +2.587    | 9        | 9      |
| 8       | 44  | Miguel Oliveira        | KTM         | 24      | +4.065    | 8        | 8      |
| 9       | 16  | Andrea Migno           | KTM         | 24      | +14.876   | 16       | 7      |
| 10      | 65  | Philipp Öttl           | KTM         | 24      | +22.588   | 33       | 6      |
| 11      | 76  | Hiroki Ono             | Honda       | 24      | +23.247   | 32       | 5      |
| 12      | 58  | Juan Francisco Guevara | Mahindra    | 24      | +26.231   | 15       | 4      |
| 13      | 11  | Livio Loi              | Honda       | 24      | +26.470   | 22       | 3      |
| 14      | 63  | Zulfahmi Khairuddin    | KTM         | 24      | +26.677   | 30       | 2      |
| 15      | 29  | Stefano Manzi          | Mahindra    | 24      | +26.841   | 14       | 1      |
| 16      | 55  | Andrea Locatelli       | Honda       | 24      | +28.484   | 13       |        |
| 17      | 17  | John McPhee            | Honda       | 24      | +33.193   | 19       |        |
| 18      | 22  | Ana Carrasco           | KTM         | 24      | +38.979   | 28       |        |
| 19      | 6   | María Herrera          | Husqvarna   | 24      | +39.450   | 11       |        |
| 20      | 98  | Karel Hanika           | KTM         | 24      | +58.182   | 24       |        |
| Ret     | 88  | Jorge Martín           | Mahindra    | 23      | Caída     | 34       |        |
| Ret     | 10  | Alexis Masbou          | Honda       | 21      | Caída     | 26       |        |
| Ret     | 31  | Niklas Ajo             | KTM         | 21      | Caída     | 20       |        |
| Ret     | 24  | Tatsuki Suzuki         | Mahindra    | 19      | Retirado  | 10       |        |
| Ret     | 20  | Fabio Quartararo       | Honda       | 17      | Caída     | 1        |        |
| Ret     | 12  | Matteo Ferrari         | Mahindra    | 11      | Caída     | 12       |        |
| Ret     | 95  | Jules Danilo           | Honda       | 10      | Caída     | 6        |        |
| Ret     | 40  | Darryn Binder          | Mahindra    | 9       | Caída     | 27       |        |
| Ret     | 9   | Jorge Navarro          | Honda       | 5       | Caída     | 2        |        |
| Ret     | 19  | Alessandro Tonucci     | Mahindra    | 2       | Retirado  | 21       |        |
| Ret     | 2   | Remy Gardner           | Mahindra    | 0       | Retirado  | 17       |        |
| Ret     | 41  | Brad Binder            | KTM         | 0       | Caída     | 25       |        |
| Ret     | 91  | Gabriel Rodrigo        | KTM         | 0       | Caída     | 23       |        |
| Ret     | 7   | Efrén Vázquez          | Honda       | 0       | Caída     | 29       |        |
| Fuente: |     |                        |             |         |           |          |        |